# Theodor Brantner
Theodor Brantner (* 15. November 1882 in Mähren; † 15. Dezember 1964 in Wien) war ein deutsch-österreichischer Offizier, zuletzt General der Kavallerie.

## Leben
1903 trat Brantner als Leutnant in die österreichische Armee ein. Am Ersten Weltkrieg nahm er teil und erreichte in diesem den Rang eines Majors. Von 1918 bis 1919 war er im Generalstab der 4. Kavallerie-Division eingesetzt. Als Oberst führte er von 1926 bis 1931 die 1. Brigade. In dieser Funktion wurde er 1930 zum Generalmajor befördert. Danach war er Stabschef des Heeresinspektorates, Vorstand des Präsidialbüros und bis 1936 Sektionschef im Bundesministerium für Landesverteidigung.
Im Mai 1938 wurde Brantner mit dem Charakter als General der Kavallerie in den Ruhestand versetzt.